# Тайфунник Мерфі
Тайфу́нник Мерфі (Pterodroma ultima) — вид буревісникоподібних птахів родини буревісникових (Procellariidae). Мешкає на заході Тихого океану. Вид названий на честь американського орнітолога Роберта Кашмена Мерфі.

## Опис
Тайфунник Мерфі — морський птах середнього розміру, середня довжина якого становить 34,5-41 см. Голова і верхня частина грудей темно-сіро-коричневі, живіт світліший, сірувато-коричневий. Передня частина обличчя і підборіддя світлі. Очі карі, дзьоб відносно невеликий, чорний, лапи тілесного кольору або сірі, пальці темно-сірі.

## Поширення і екологія
Тайфунники Мерфі гніздяться на островах Піткерн, на островах Туамоту, Острал і Гамб'є у Французькій Полінезії, на островах Пасхи та Сала-і-Гомес в Чилі, можливо, також на островах Кука та на островах Хуан-Фернандес. Під час негніздового періоду вони переміщуються в центральну частину Північного Тихого океану, до 40-45 градусу північної широти, іноді до Аляскинської затоки. Їх спостерігали біля західного узбережжя Південної Америки в Чилі, Еквадорі і Перу, а також на півночі, в Коста-Риці, Мексиці і США. 
Тайфунники Мерфі живляться головоногими молюсками, рибою і дрібними ракоподібними. Гніздування у них відбувається з кінця травня до початку липня. Інкубаційний період триває приблизно 50 днів: спочатку протягом 19,3 днів насиджують самці, потім їх на аналогічний час підміняють самиці, після чого знову насиджують самці.

## Збереження
МСОП класифікує цей вид як такий, що не потребує особливих заходів зі збереження. Більша частина світової популяції тайфунників Мерфі гніздиться на атолі Дюсі в архіпелазі Піткерн, гніздова популяція якого становить приблизно 250 тисяч птахів. Інші дві великі гніздові колонії знаходяться на острові Оено (25 тисяч птахів) та на острові Гендерсон (2500 птахів). На острові Рапа-Іті в архіпелазі Аустрал гніздиться не більше 100 пар, а на атолах Муруроа і Фангатауфа в архіпелазі Туамоту гніздові колонії могли зникнути після ядерних випробувань і будівництва аеропорту. На острові Мануї в архіпелазі Гамб'є гніздиться 5-10 пар птахів. В 2009 році було повідомлено про гніздування двох пар птахів на острові Пасхи. Загалом, станом на 2004 рік популяція тайфунників Мерфі оцінювалася у 0,8-1 мільйон птахів.